# 孤独のメス
『孤独のメス』（こどくのめす）は、1969年5月5日から同年8月11日まで、TBS系の（毎週月曜22:00 - 22:56）の枠で放映されたテレビドラマ。全14話。

## 作品内容
東京・下町の救急病院「隅田川病院」が主な舞台。そこの外科部長の岩下健はアメリカ帰りの脳外科医。技術は優れているが厳しすぎる性格ゆえに、　他の　医者から妬まれることも少なくない。更に秘められた過去を持っている、そんな岩下と病院を訪れて去っていく人々の哀歓とをからめて、医師と患者との交流、病院内部の権力争い、そしてこんな複雑な内部事情が横行しているとも知らず赴任して来た、看護学校を卒業したばかりの麻生雪江など、病院内のいくつもの表情をヒューマニズムに描いた。
長年にわたりソフト化されていなかったが、2021年12月24日にDVDが発売された。
本作は「日本版ベン・ケーシー」と言われたことがある。また、「ベン・ケーシーと白い巨塔をミックスしたような脚本だが、ベン・ケーシーよりは白い巨塔に近い内容」と評されたこともある。
1962年2月5日開始の『雪国』（池内淳子主演版）以来7年半続いたTBS月曜22:00ドラマの最終作。この後1時間番組は、1987年10月5日開始の帯報道番組『JNNニュース22プライムタイム』まで18年2ヶ月中断、報道番組（および帯番組）でないものはずっと後になり、2017年1月からの『好きか嫌いか言う時間』（月曜20:00より繰り下げ。21:53 - 22:54）まで47年5ヶ月中断、22:00開始のその後の同年10月開始『ペコジャニ∞!』まで中断する。

## 出演
- 岩下健：加藤剛
- 麻生雪江：十朱幸代
- 浜：笠智衆
- ：野村昭子
- 吉崎（岩下の同僚）：山本清
- 田村内科部長：成瀬昌彦
- 黒田：川合伸旺
- 三上：横井徹
- 松井：中井啓輔
- 石川看護婦長：野中マリ子
- 角田：新田勝江

### 以下ゲスト
第1話
- 林敏絵：岡田由紀子

第2話
- チンピラ・大西：なべおさみ
- 大城組組員・須田：山本麟一
- 殺し屋：天本英世
- ゆう子：桜井浩子
- 鈴木：河村憲一郎
- 河村：佐伯赫哉

第3話
- 坂本義造：浜村純
- ハル：杉山とく子
- 山口：津坂匡章

第4話
- 滝川広：岸輝子
- 四郎：橋本功
- 千恵：寺田路恵
- 雄三：長谷川哲夫

第5話
- 本木由里：松尾嘉代
- 中津川融（医師）：原田清人
- さつき：赤坂亜沙子
- 大沢：荘司洋子

第6話
- 笠原（顔に傷のある男）：永井智雄
- 笠原の妻・のぶ：三戸部スエ
- 高畑：永田靖

第7話
- 浅川慎一（トランペット奏者）：横内正
- 吉武綾子（浅川のマネジャー）：田村奈巳
- 大坪：滝田裕介

第8話
- 東海林大輔（会社社長）：田村高廣
- 純一：斉藤信也
- 美紀（純一の生みの親）：田島和子

第9話
- 広中教授（岩下の母校の名誉教授）：見明凡太朗
- 長尾教授（岩下の恩師）：北沢彪
- 正子：河内桃子
- 菊池：中村孝雄
- 玉置：土方弘
- 杉原：上林詢

第10話
- 大山ふく：村瀬幸子
- 大山喜平（息子）：砂塚秀夫

第11話
- 小山道子（歌手の卵）：美波節子
- 村瀬（道子のマネジャー）：高津住男

第12話
- ：田中邦衛
- ：小沢直平
- ：青木和子
- ：林寛子

第13話・14話
- 佐山克代：石橋智子
- 永井勝：古谷一行
- その他：NAC、俳優座

出演回不明
- ：浜田寅彦
- ：武藤英司
- ：関口銀三
- ：幸田宗丸
- ：西田昭市
- ：うえずみのる
- ：江村奈美
- ：岡本和子
- ：北村光蓉子
- ：畑恵子
- ：佐野哲也
- ：佐久間三雄
- ：小城かおり
- ：樋口年子
- ：植田峻
- ：古賀伸雄

## スタッフ
- 脚本：菊島隆三、石井龍雄、稲垣俊、寺田信義、安藤日出男、石松愛弘
- プロデューサー：神谷吉彦、円谷一(TBS)
- 監督：渡辺祐介、窪川健造、川崎徹広、下村尭二、三輪彰、中川晴之助、小野田嘉幹、土屋啓之助、神谷吉彦、平松弘至、家城巳代治
- 助監督：平松弘至、新津左兵
- 制作：国際放映、TBS
- 制作協力：飯田貞雄
- 音楽：山下毅雄
- 撮影技術：鈴木清
- 照明：関川次郎
- 録音：森武憲、成田茂
- 編集：神谷信武
- 舞台装置：美建興業株式会社
- 現像：TBS映画社
- 美術：朝生治男

## 放送リスト
| 回 | 放送日        | サブタイトル           | 脚本               | 監督       |
| -- | ------------- | ---------------------- | ------------------ | ---------- |
| 1  | 1969年 5月5日 | グッド. バイ ベビー    | 菊島隆三           | 渡辺祐介   |
| 2  | 5月12日       | 兄弟仁義               | 菊島隆三           | 渡辺祐介   |
| 3  | 5月19日       | 帰り道は遠かった       | 菊島隆三、石井龍雄 | 窪川健造   |
| 4  | 5月26日       | 命かれても             | 稲垣俊             | 川崎徹広   |
| 5  | 6月2日        | イエスタデー           | 稲垣俊             | 下村尭二   |
| 6  | 6月9日        | 蒸発のブルース         | 寺田信義           | 三輪彰     |
| 7  | 6月16日       | 男たち                 | 稲垣俊             | 中川晴之助 |
| 8  | 6月23日       | マンハッタンの恋       |                    |            |
| 9  | 6月30日       | 生きむとぞ思う         | 安藤日出男         | 小野田嘉幹 |
| 10 | 7月7日        | 女心の時               | 稲垣俊             | 土屋啓之助 |
| 11 | 7月14日       | 雨の日のできごと       | 石井龍雄           | 神谷吉彦   |
| 12 | 7月28日       | おいらの父ちゃん       |                    | 平松弘至   |
| 13 | 8月4日        | 愛は死を越えて（前篇） | 寺田信義           | 家城巳代治 |
| 14 | 8月11日       | 愛は死を越えて（後篇） | 寺田信義           | 家城巳代治 |

7月21日はアポロ11号報道特別番組のため放送休止。